# Сільське господарство Греції
Сільське господарство в Греції головним чином базується на невеликих приватних господарствах, в той час як великі фермерські об'єднання є поки нечисленними, не дивлячись на всі зусилля зі сторони держави, які були прийняті протягом останніх 30 років, головним чином під керівництвом Європейського Союзу. У сільському господарстві зайнято близько 528 000 робочих, що становить 12 % від загального числа зайнятих в грецькій економіці. Воно дає 7 % валового внутрішнього продукту (16 млрд $). У цій галузі зайнята велика кількість іноземної робочої сили, в першу чергу албанців і румунів. В даний час грецьке сільське господарство субсидується Спільною сільського господарською політикою (ССП). Греція виробляє широкий спектр сільськогосподарської продукції: овочі, фрукти, продукція тваринництва та рибальства. Лісове господарство відіграє другорядну роль.
Кліматичні і топографічні особливості Греції дозволяють вирощувати величезну різноманітність сільськогосподарських культур: від тропічних (банани і т. д.), До культур, характерних для північних районів (гриби і т. д.).

## Історія сільського господарства в Греції

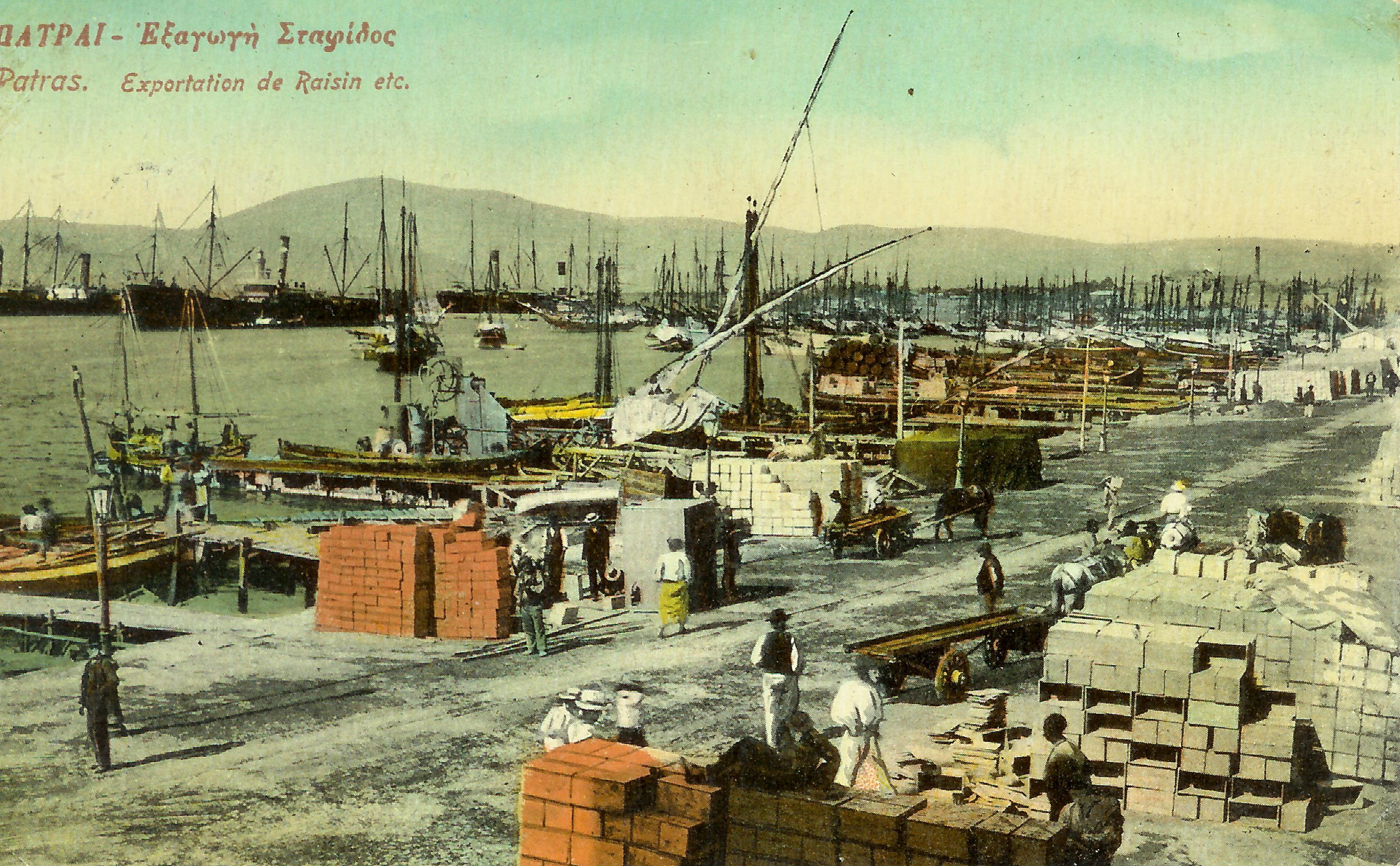
Експорт родзинок; порт Патри, кінець 19-го століття

У XIX столітті сільське господарство в Греції було на вкрай низькій стадії розвитку. Американський посол в Афінах Вільям Генрі Мофетта повідомляв, що "сільське господарство знаходиться тут у вкрай занедбаному стані. На околиці Афін використовується дерев'яний плуг і мотика, які використовувалися 2000 років тому. Добрива майже не використовуються ". У XX столітті сільське господарство Греції було значно модернізовано. Зокрема, виробництво зерна (пшениця, ячмінь і т. д.) було значно збільшено з використанням більш сучасних методів ведення сільського господарства і збільшенню механізації ферм.
Було понад 8000 господарств у всій Греції в 1998 році, з 9730 гектарами землі, які використовуються для вирощування органічного землеробства.
Основні сорти вітчизняної пшениці, виробленої в Греції в 2002 році були FLAVIO, VAVAROS і MEXA.

## Оливкова олія

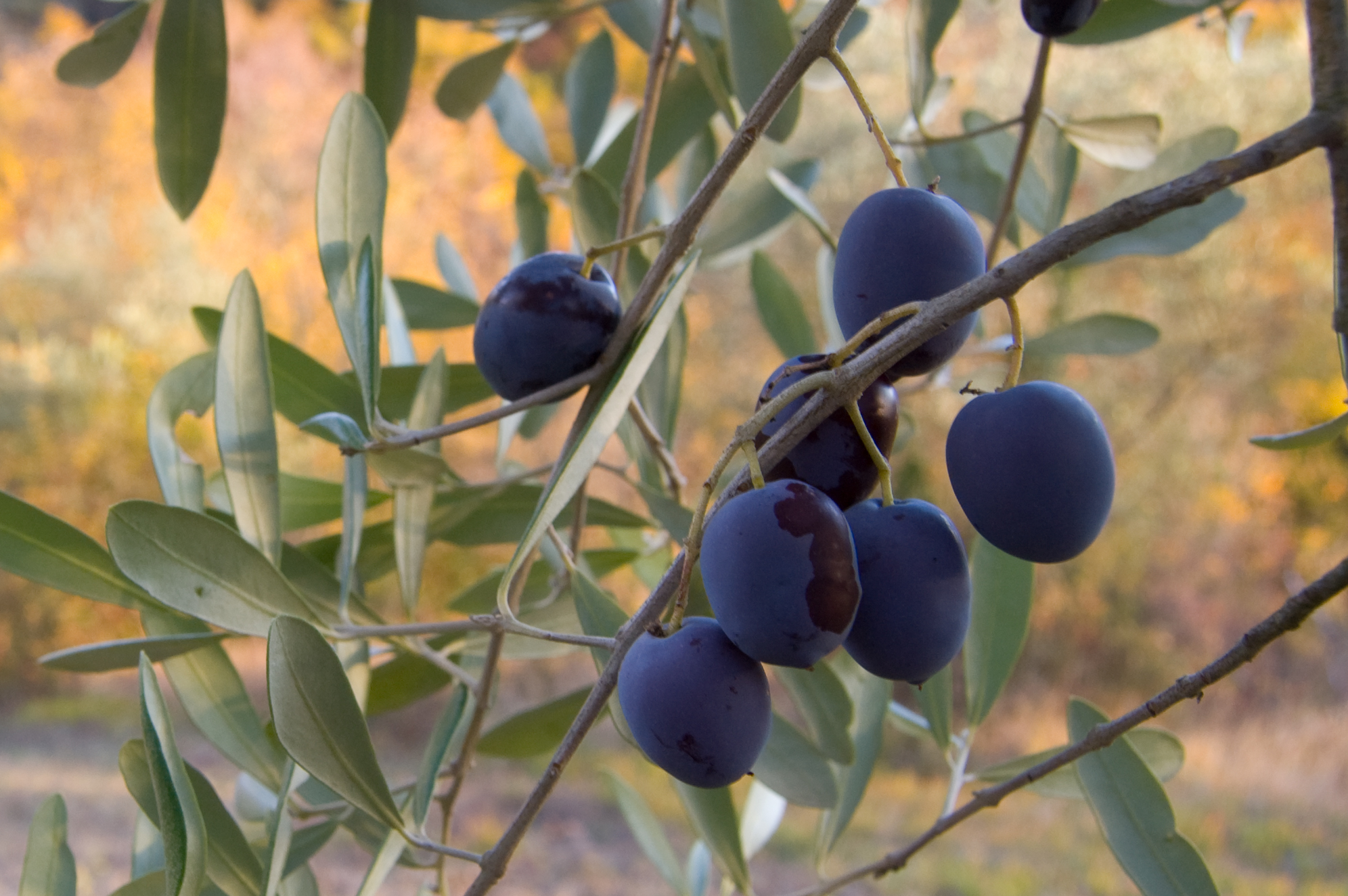
Греція виділяє 60 % своєї орної землі під оливкові плантації

Греція виділяє 60 % своєї орної землі під оливкові плантації, займає перше місце в світі як виробник чорних оливок і має найбільшу різноманітність сортів оливок, ніж в будь-якій іншій країні. Греція посідає третє місце в світовому виробництві оливкової олії з більш ніж 132 мільйонами дерев, які виробляють близько 430 тис. т оливкової олії на рік, з яких 75 % є оливкова олія фільтрована екстра класу, (англ. Extra Virgin Olive Oil). Греція посідає третє місце у загальному обсязі експорту оливкової олії Середземномор'я.

## Використання землі
Структура використання земель Греції:
- Орні землі — 19 %;
- Пасовища — 41 %;
- Лісу — 20 %;
- Зернові культури — 8 %;
- Інше — 12 %.

## Галерея

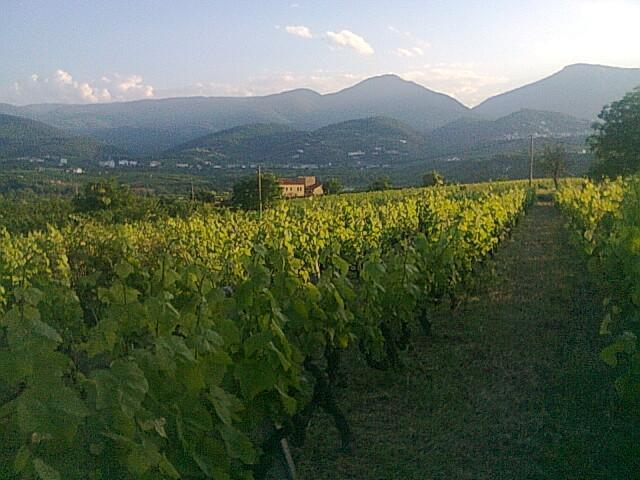
Виноградник в Науса, центральна Македонія
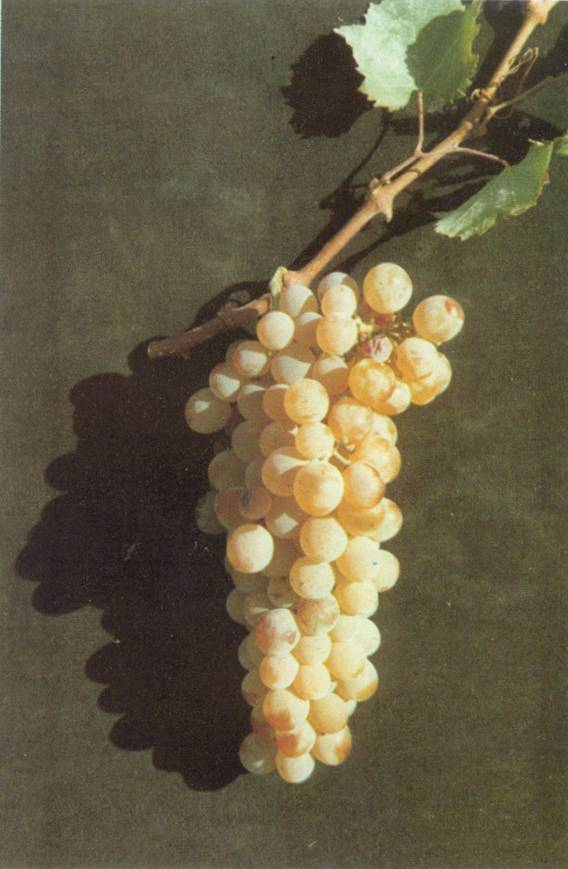
Виноград Асіртіко
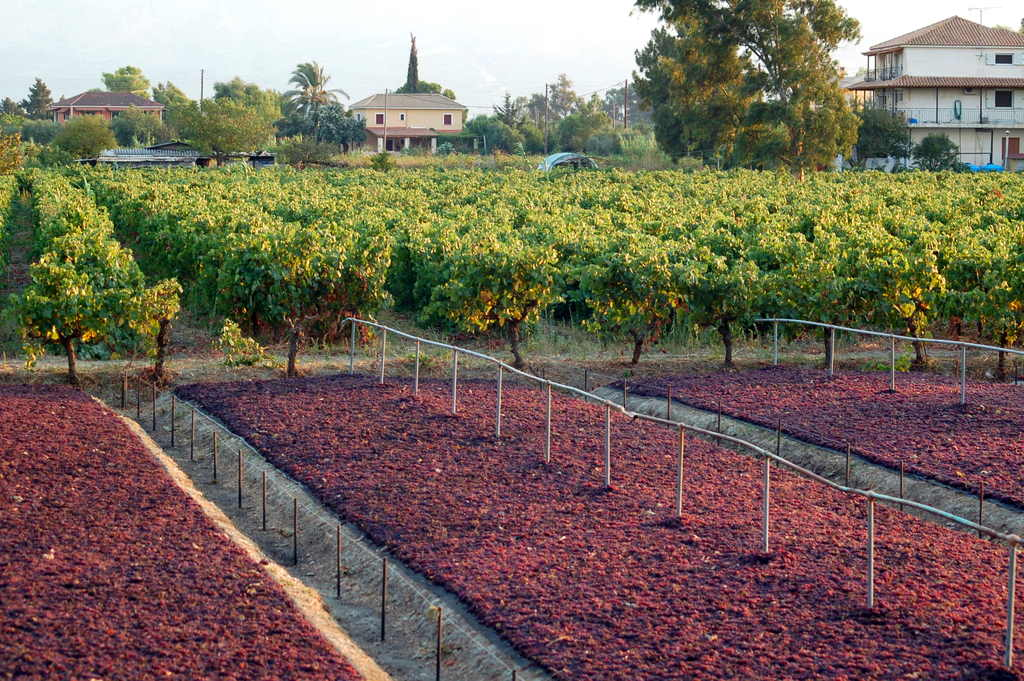
Сушення винограду, сорту (англ. Zante currant), на острові Закінф
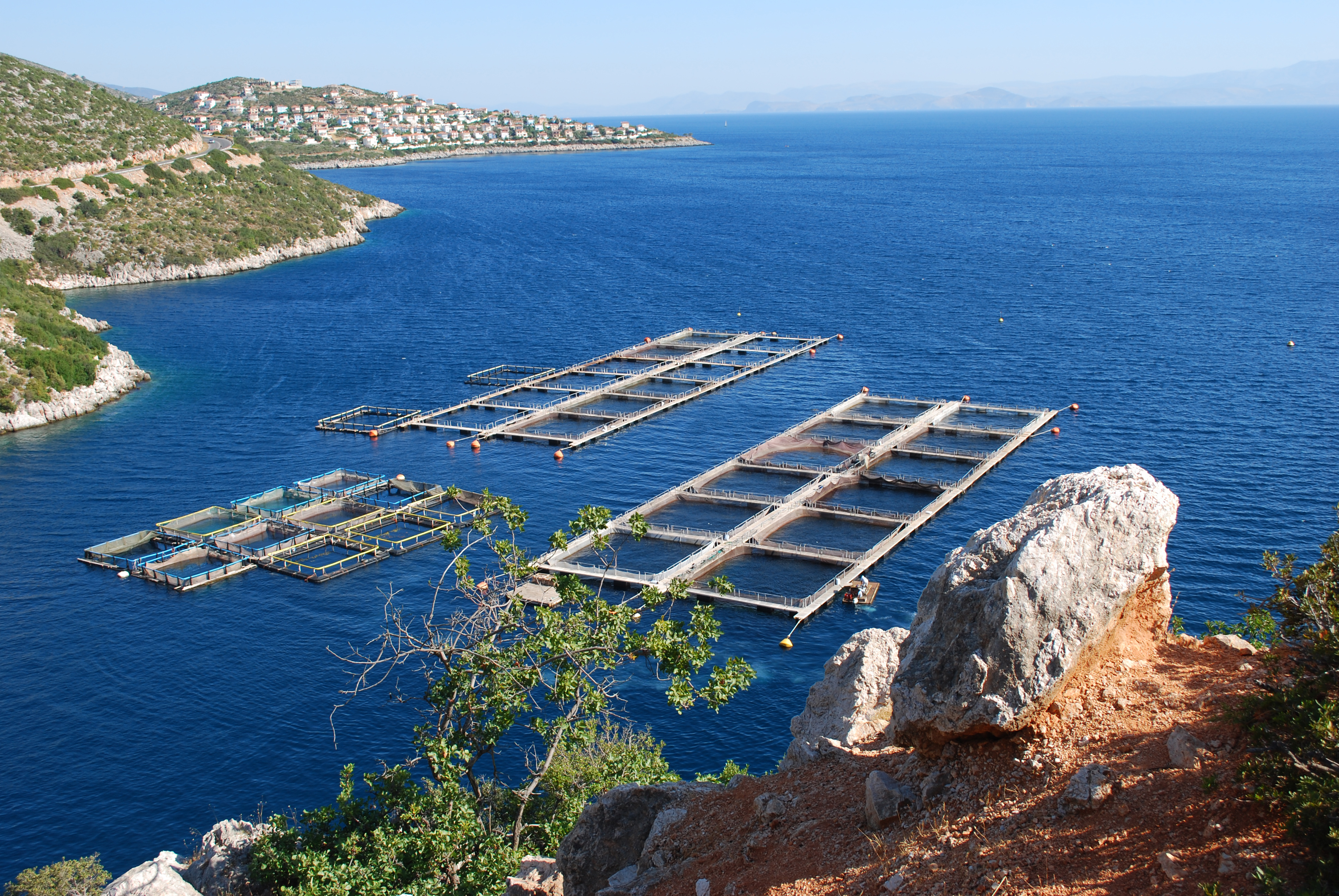
Рибництво, Арголічний залив
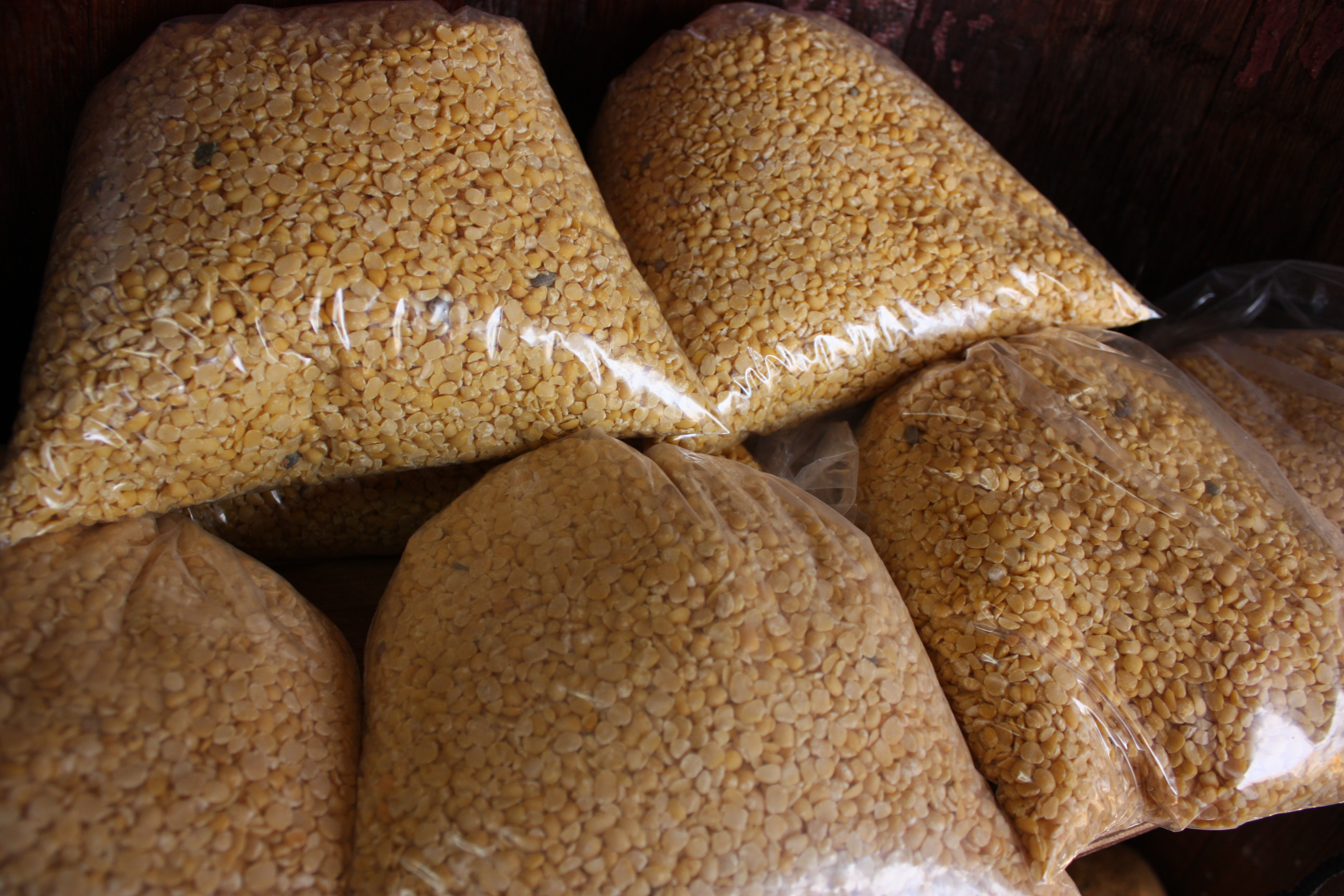
англ. Fava Santorinis